# Klaus Tschira

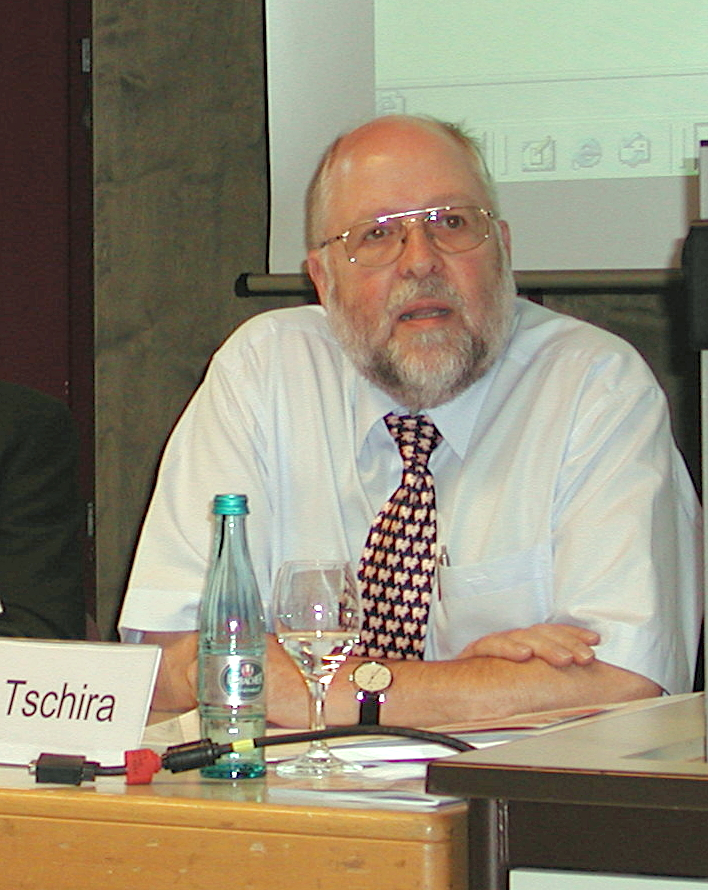
Klaus Tschira auf der Kongressmesse „edutain“ in Karlsruhe 2002

Klaus Tschira (* 7. Dezember 1940 in Freiburg im Breisgau; † 31. März 2015 in Heidelberg) war ein deutscher Unternehmer und Mitgründer des Softwareunternehmens SAP. Von 1998 bis 2007 war er Mitglied des Aufsichtsrats der SAP AG.

## Leben
Nach dem Abitur am Helmholtz-Gymnasium Karlsruhe und dem Studium der Physik an der Universität Karlsruhe (TH) (Universitätsteil des heutigen  Karlsruher Instituts für Technologie (KIT)) arbeitete Tschira von 1966 bis 1972 als Systemberater bei IBM in Mannheim.
1972 gründete Tschira zusammen mit Hans-Werner Hector, Dietmar Hopp, Hasso Plattner und Claus Wellenreuther die Systemanalyse und Programmentwicklung GbR in Weinheim, aus der 1988 die SAP AG hervorging. 1998 wechselte er in den Aufsichtsrat des Unternehmens.
Seit seinem Rückzug aus dem SAP-Tagesgeschehen war Tschira als Mäzen und Förderer tätig. Tschira war verheiratet und hatte zwei Söhne.
Klaus Tschira starb am 31. März 2015.

## Klaus Tschira Stiftung
1995 rief er die Klaus Tschira Stiftung ins Leben, um die Naturwissenschaften, die Informatik und die Mathematik zu fördern und auch das Interesse der Öffentlichkeit für diese Fächer zu wecken. Stiftungssitz ist die Villa Bosch in Heidelberg, der ehemalige Wohnsitz des Chemie-Nobelpreisträgers Carl Bosch.
1997 erfolgte die Gründung des European Media Laboratory, eines Instituts für angewandte Informatik.
2010 gründete er das Heidelberger Institut für Theoretische Studien (HITS). 2011 wurde in Heidelberg das von der Stiftung erbaute Haus der Astronomie dem Max-Planck-Institut für Astronomie als Geschenk übergeben.
Seit 2001 veranstaltet die Klaus Tschira Stiftung Fortbildungskurse für Naturwissenschaftler. Sie sollen die Zusammenarbeit von Wissenschaftlern und Journalisten und somit der Öffentlichkeit fördern. In diesem Zusammenhang steht auch der Klaus Tschira Preis für verständliche Wissenschaft.
Weiterhin werden Schüler- und Lehrerprojekte gefördert. Bis 2011 wurde der Jugendsoftwarepreis vergeben. Das Projekt wurde mit der zehnten Vergabe beendet. Mit dem Projekt Jugend präsentiert fördert die Klaus Tschira Stiftung seit 2010 die Präsentationskompetenzen von Lehrern und Schülern, vor allem in den mathematisch-naturwissenschaftlichen Fächern.

## Gerda und Klaus Tschira Stiftung (GKTS)
2008 gründete er gemeinsam mit seiner Ehefrau Gerda Tschira die Gerda und Klaus Tschira Stiftung (GKTS).
Mit dieser Stiftung erwarb er am 17. Dezember 2008 vom Freistaat Sachsen den ehemaligen Landsitz des Chemie-Nobelpreisträgers Wilhelm Ostwald in Großbothen bei Grimma.
Die Stiftung hat sich zum Ziel gesetzt, den Landsitz Energie im Sinne Wilhelm Ostwalds weiterzuführen. So wird auch in Zukunft das Wilhelm-Ostwald-Museum über das Schaffen und Wirken des Chemie-Nobelpreisträgers informieren. Darüber hinaus soll das Gelände weiterhin als Schulungs- und Begegnungsstätte dienen.

## Auszeichnungen
- 1995: Ehrendoktorwürde der Universität Klagenfurt
- 1997: Ehrensenator der Universität Heidelberg
- 1999: Bundesverdienstkreuz am Bande
- 1999: Ehrensenator der Universität Karlsruhe (TH), dem heutigen Karlsruher Institut für Technologie (KIT)
- 1999: Deutscher Stifterpreis
- 2000: Benennung des Asteroiden (13028) Klaustschira durch die Internationale Astronomische Union als Dank für seine Unterstützung bei der Entwicklung des Kleinsatelliten DIVA[4]
- 2007: Konrad-Zuse-Plakette der Stadt Hoyerswerda
- 2008: Rudolf-Diesel-Medaille des Deutschen Instituts für Erfindungswesen
- 2008: Alwin-Walther-Medaille der Technischen Universität Darmstadt
- 2008: Ehrensenator der Pädagogischen Hochschule Heidelberg[5]
- 2009: Bundesverdienstkreuz 1. Klasse
- 2010: Ehrendoktor (Dr. Ing. E. h.) des Karlsruher Instituts für Technologie (KIT)
- 2010: Leibniz-Medaille der Berlin-Brandenburgischen Akademie der Wissenschaften[6]
- 2011: Ehrenmitgliedschaft der Astronomischen Gesellschaft[7]
- 2011: Verdienstorden des Landes Rheinland-Pfalz
- Ehrensenator der Universität Mannheim
- 2011: Ehrensenator der Hochschule für Jüdische Studien Heidelberg
- 2011: Richard-Benz-Medaille der Stadt Heidelberg
- 2012: Ehrenmitglied der Heidelberger Akademie der Wissenschaften